# 捷地回族乡
捷地回族乡，是中华人民共和国河北省沧州市沧县下辖的一个乡镇级行政单位。

## 行政区划
捷地回族乡下辖以下地区：
捷地村、傅家圈村、傅庄子村、舞来河村、柳孟春村、北大堡村、马辛庄村、尹家桥村、小贾庄村、大贾庄村、张举庄村、杨庄子村、小龚堤口村、大龚堤口村、张家场村和曹庄子村。